# 檔案
檔案（档案、とうあん）は
1. 中国における歴代政権の公文書。檔子（档子、とうし）ともいう。
2. 各種組織、機関或いは個人が業務処理を行う際に発生し保管される記録、文書、資料を表す中国語。特に中華人民共和国では国家による国民管理を目的に作成される個人の経歴、思想等の調査資料を収集した秘密文書である「人事檔案」を特に示す場合がある。

## 中国歴代政権の「歴史檔案」
中華人民共和国は、国立の公文書館として、明朝、清朝時代の歴史的公文書（歴史檔案）を収蔵する第一歴史檔案館を北京の紫禁城内に、中華民国時代の公文書を収蔵する第二歴史檔案館を南京に設置している。また各級の地方自治体もそれぞれ「歴史檔案」を収蔵、公開する「檔案館」を設置している。

## 中華人民共和国における「人事檔案」
中国では『中華人民共和国檔案法』及び『中華人民共和国檔案法実施弁法』により人事檔案は管理され、作成から30年間は非公開と定められている。その内容は出身階級に依拠した「本人成分」を初め、家族構成・学校成績・党歴・職歴・結婚・言動・旅行歴・交友関係・犯罪歴など、出生時より現在に至る全ての個人情報が含まれ、所属機関の共産党人事部、もしくは地方共産党支部の人事局や労働局が厳重に管理され、本人と親族を除く共産党員或いはその他業務委託を受けた人間のみが閲覧できることと規定されている。
計画経済体制では人事檔案は個人の進学や就職、昇進などに利用されていたが、近年は流動人口の増大及び民間企業の増加により就職方面での重要性は低減している。しかし人事檔案は既存所属機関或いは『流動人員人事檔案管理暫行規定』で定められる機関により保管されている。
その性質から、文化大革命時期などには個人攻撃や名誉剥奪などの政治的迫害に利用された経緯もある。